# Olympische Winterspiele 2010/Shorttrack – 500 m (Männer)
Der Wettkampf über 500 m Shorttrack der Männer bei den Olympischen Winterspielen 2010 wurde am 24. und 26. Februar 2010 im Pacific Coliseum ausgetragen.
Olympiasieger wurde der Kanadier Charles Hamelin vor dem Südkoreaner Sung Si-bak und François-Louis Tremblay ebenfalls aus Kanada.

## Rekorde

### Bestehende Rekorde
| Weltrekord         | Sung Si-bak | 40,651 s | Marquette      | 14. November 2009 |
| Olympischer Rekord | Marc Gagnon | 41,802 s | Salt Lake City | 23. Februar 2002  |

### Neue Rekorde
| Olympischer Rekord | Charles Hamelin | 40,770 s | Vancouver | 26. Februar 2010 |

## Ergebnisse
Q – Qualifikation für die nächste Runde
ADV – Advanced
DSQ – Disqualifikation

### Vorläufe
| Rang | Lauf | Athlet                  | Land               | Zeit (s) | Anmerkungen |
| ---- | ---- | ----------------------- | ------------------ | -------- | ----------- |
| 1    | 1    | Sung Si-bak             | Südkorea           | 41,889   | Q           |
| 2    | 1    | Niels Kerstholt         | Niederlande        | 42,180   | Q           |
| 3    | 1    | Nicolas Bean            | Italien            | 42,344   |             |
| 4    | 1    | Takahiro Fujimoto       | Japan              | 42,366   |             |
| 1    | 2    | Lee Ho-suk              | Südkorea           | 41,632   | Q           |
| 2    | 2    | Simon Cho               | Vereinigte Staaten | 41,726   | Q           |
| 3    | 2    | Semjon Jelistratow      | Russland           | 42,982   |             |
| 4    | 2    | Sjinkie Knegt           | Niederlande        | 44,448   |             |
| 1    | 3    | Kwak Yoon-gy            | Südkorea           | 42,147   | Q           |
| 2    | 3    | Pieter Gysel            | Belgien            | 42,443   | Q           |
| 3    | 3    | Péter Darázs            | Ungarn             | 42,800   |             |
| 4    | 3    | Jordan Malone           | Vereinigte Staaten | 63,884   |             |
| 1    | 4    | Charles Hamelin         | Kanada             | 41,463   | Q           |
| 2    | 4    | Jon Eley                | Großbritannien     | 42,081   | Q           |
| 3    | 4    | Nicola Rodigari         | Italien            | 42,190   |             |
| 4    | 4    | Ruslan Sacharow         | Russland           | 43,207   |             |
| 1    | 5    | Thibaut Fauconnet       | Frankreich         | 41,730   | Q           |
| 2    | 5    | Tyson Heung             | Deutschland        | 41,835   | Q           |
| 3    | 5    | Blake Skjellerup        | Neuseeland         | 42,510   |             |
| 4    | 5    | Liang Wenhao            | China              | —        | DSQ         |
| 1    | 6    | François-Louis Tremblay | Kanada             | 41,397   | Q           |
| 2    | 6    | Haralds Silovs          | Lettland           | 41,673   | Q           |
| 3    | 6    | Ma Yunfeng              | China              | 41,954   |             |
| 4    | 6    | Yuri Confortola         | Italien            | 77,401   |             |
| 1    | 7    | Apolo Anton Ohno        | Vereinigte Staaten | 41,665   | Q           |
| 2    | 7    | Olivier Jean            | Kanada             | 41,737   | Q           |
| 3    | 7    | Paul Worth              | Großbritannien     | 42,936   |             |
| 4    | 7    | Aidar Beqschanow        | Kasachstan         | —        | DSQ         |
| 1    | 8    | Han Jialiang            | China              | 41,869   | Q           |
| 2    | 8    | Jumpei Yoshizawa        | Japan              | 42,158   | Q           |
| 3    | 8    | Robert Seifert          | Deutschland        | 42,181   |             |
| 4    | 8    | Viktor Knoch            | Ungarn             | 42,197   |             |

### Viertelfinale
| Rang | Lauf | Athlet                  | Land               | Zeit (s) | Anmerkungen |
| ---- | ---- | ----------------------- | ------------------ | -------- | ----------- |
| 1    | 1    | Charles Hamelin         | Kanada             | 40,770   | Q, OR       |
| 2    | 1    | Sung Si-bak             | Südkorea           | 40,821   | Q           |
| 3    | 1    | Simon Cho               | Vereinigte Staaten | 41,211   |             |
| 4    | 1    | Niels Kerstholt         | Niederlande        | 42,128   |             |
| 1    | 2    | Jon Eley                | Großbritannien     | 41,875   | Q           |
| 2    | 2    | Apolo Anton Ohno        | Vereinigte Staaten | 42,004   | Q           |
| 3    | 2    | Tyson Heung             | Deutschland        | 48,554   | ADV         |
| 4    | 2    | Thibaut Fauconnet       | Frankreich         | 51,339   |             |
| 1    | 3    | Lee Ho-suk              | Südkorea           | 41,269   | Q           |
| 2    | 3    | Olivier Jean            | Kanada             | 41,275   | Q           |
| 3    | 3    | Han Jialiang            | China              | 41,443   |             |
| 4    | 3    | Jumpei Yoshizawa        | Japan              | 41,906   |             |
| 1    | 4    | François-Louis Tremblay | Kanada             | 41,326   | Q           |
| 2    | 4    | Kwak Yoon-gy            | Südkorea           | 41,761   | Q           |
| 3    | 4    | Haralds Silovs          | Lettland           | 41,837   |             |
| 4    | 4    | Pieter Gysel            | Belgien            | 41,980   |             |

### Halbfinale
QA – Qualifikation für das A-Finale
QB – Qualifikation für das B-Finale
| Rang | Lauf | Athlet                  | Land               | Zeit (s) | Anmerkungen |
| ---- | ---- | ----------------------- | ------------------ | -------- | ----------- |
| 1    | 1    | Charles Hamelin         | Kanada             | 40,964   | QA          |
| 2    | 1    | Sung Si-bak             | Südkorea           | 41,126   | QA          |
| 3    | 1    | Tyson Heung             | Deutschland        | 41,455   | QB          |
| 4    | 1    | Jon Eley                | Großbritannien     | 41,504   | QB          |
| 5    | 1    | Olivier Jean            | Kanada             | —        | DSQ         |
| 1    | 2    | Apolo Anton Ohno        | Vereinigte Staaten | 41,460   | QA          |
| 2    | 2    | François-Louis Tremblay | Kanada             | 41,515   | QA          |
| 3    | 2    | Kwak Yoon-gy            | Südkorea           | 41,620   | QB          |
| 4    | 2    | Lee Ho-suk              | Südkorea           | 84,514   | QB          |

### B-Finale
| Rang | Athlet       | Land           | Zeit (s) | Anmerkungen |
| ---- | ------------ | -------------- | -------- | ----------- |
| 5    | Kwak Yoon-gy | Südkorea       | 42,123   |             |
| 6    | Tyson Heung  | Deutschland    | 42,307   |             |
| 7    | Jon Eley     | Großbritannien | 42,681   |             |
| 8    | Lee Ho-suk   | Südkorea       | 49,149   |             |

### A-Finale
| Rang | Athlet                  | Land               | Zeit (s) | Anmerkungen |
| ---- | ----------------------- | ------------------ | -------- | ----------- |
| 1    | Charles Hamelin         | Kanada             | 40,981   |             |
| 2    | Sung Si-bak             | Südkorea           | 41,340   |             |
| 3    | François-Louis Tremblay | Kanada             | 46,366   |             |
| 4    | Apolo Anton Ohno        | Vereinigte Staaten | —        | DSQ         |